# Наоко Мори
Наоко Мори (јап. 森 尚子; Нагоја, 29. новембар 1971) је јапанско-британска глумица. Позната је по улози Тошико Сато у научно-фантастичној серији Торчвуд.